# Натали Диздар
Натали Диздар (Задар, 27. август 1984) хрватска је поп певачица, позната по својим хитовима Не дај и Газио си ме.

## Биографија
Натали се први пут појавила у јавности крајем 2003. године у Стори СуперНова, популарном ријалитију на Новој ТВ и завршила је у финалу, заузевши треће место иза Рафаела Дропулића - Рафе и Саше Лозара.
Након тога Натали је бирала материјал за њен деби албум, а у лето 2004. објављен је њен први званични сингл Не дај, који је одмах успео да освоји скоро све топ листе, а награђен је Златном Кооглом за песму године, наградом ХР Топ 20 за најбоље пласирану песму на топ листама током године, као и три номинације и освојио је Порин за најбољег дебитанта. Не дај се најуспешнијим домаћим синглом 2004.
Након још једног веома успешног сингла, у мају 2005. изашао је дуго очекивани албум Натали Диздар, који је освојио похвале критике. Албум је крајем 2005. године уврштен на листу десет најбољих домаћих албума године од стране музичких критичара Јутарњег листа, а добио је чак осам номинација за Порин 2006.
Други албум Пронађи пут објављен је 18. марта 2009. године. Године 2012. издаје свој први албум уживо - ЗКМ Уживо. Дарко Рундек се појављује као гост на албуму. Године 2017. објавила је албум Илузије. Године 2020. заједно са групом Мајалес покренула је заједнички музички пројекат под називом БЕТИ.  Исте године објавили су сингл Слободна.
Године 2011. дипломирала је на Едукацијско-рехабилитационом факултету у Загребу и стекла звање професора социјалне педагогије. 

## Дискографија

### Албуми
- Натали Диздар (2005)
- Пронађи пут (2009)
- ЗКМ уживо (2012)
- Илузије (2017)

### Синглови
- Не дај (2004)
- Газио си ме (2005)
- Сваки пут (2005)
- Заменићу те горим (2005)
- Истина (2006)
- Научила сам трик (2007)
- Стоп (2008)
- Странац (2009)
- Не питај (2009)
- Мјесецу је досадно (2010)
- Зашто бих ти рекла то (2010)
- Овај плес даме бирају (2012)
- Ослони се на мене (2012)
- Гријех (2013)
- Илузионист (2014)
- Не реци заувек (2016)
- Место за једно (2016)
- Нећеш ме, зар не? (2017)
- Кренимо некамо (2019)
- Слободна (2020)
- Кад мислим на то (2021)
- Вили (2021)